# Maria Plozner Mentil
Maria Plozner Mentil (Timau, 1884 – Paluzza, 15 febbraio 1916) è stata una portatrice carnica italiana.

## Biografia

Portatrici carniche

Maria Plozner nasce a Timau nel 1884 e il 9 gennaio 1906 sposa Giuseppe Mentil, anch'egli di Timau, dal quale ebbe quattro figli. Negli anni della prima guerra mondiale, con i figli piccoli e il marito al fronte sul Carso, risponde, come molte altre donne del luogo, all'appello fatto dell'esercito che richiedeva dei volontari per trasportare i rifornimenti dalle retrovie alla prima linea; diventa così una portatrice, come recita la motivazione della medaglia d'oro al valor militare, diventando un esempio per altre donne che vicino al fronte, daranno man forte ai combattenti.
Il 15 febbraio 1916, mentre si stava riposando assieme all'amica Rosalia Primus Bellina di Cleulis, viene colpita da un cecchino austriaco; trasportata all'ospedale di Paluzza spira il giorno dopo. Dopo il funerale celebrato con gli onori militari, venne seppellita a Paluzza. Il 3 giugno 1934 il corpo viene trasferito nel cimitero di guerra di Timau e successivamente nel tempio Ossario dello stesso vicino ai resti di altri 1 763 caduti sul fronte.
Alla sua memoria viene dedicata nel 1955 una caserma nel comune di Paluzza (unica caserma dell'Esercito Italiano dedicata ad una donna). La caserma viene dismessa nel 2001 e ceduta al Comune che ne demolisce una parte pericolante lato strada che porta al vicino confine austriaco. Il resto della caserma viene riconvertito ad uso sede del locale del Gruppo Alpini, Soccorso Alpino per addestramento unità cinofile, Protezione Civile e sede di una società sportiva.
Nel 1997 il Presidente della Repubblica Oscar Luigi Scalfaro le ha conferito con "Motu Proprio" la medaglia d'oro al valor militare, come rappresentante di tutte le Portatrici.

## Onorificenze
Alla memoria

### Riconoscimenti
- La caserma degli alpini di Paluzza, unica in Italia intitolata ad una donna.
- La batteria comando e supporto logistico del 3º Reggimento artiglieria terrestre (montagna).
- Monumento a Timau, dedicato a lei e alle "Portatrici carniche".
- Monumento a Sabaudia, in provincia di Latina.